# PGC 6
LEDA/PGC 6 ist eine Galaxie vom Hubble-Typ S?, die sich zwischen 250 und 300 Millionen Lichtjahre entfernt im Sternbild Pegasus befindet.
Die Galaxie liegt bei einer Rektaszension von 00h 00m 02,17s und einer Deklination von +15° 52′ 54,76″ (Epoche J2000.0).

## Erscheinungsbild
PGC 6 besitzt einen scheinbaren Durchmesser von zirka 0,51 Bogenminuten, was die Galaxie rund 59-mal kleiner als den ungefähren scheinbaren Monddurchmesser von der Erde aus (≈ 30′) macht. Aufgrund dieser Tatsache sowie einer ermittelten scheinbaren Helligkeit von rund 14,66 Magnituden (mehr als 30.000-mal dunkler als die bei dunklem Himmel sichtbare Andromedagalaxie) ist PGC 6 für das bloße menschliche Auge vollständig unsichtbar.

## Physikalische Eigenschaften
Sie besitzt eine Rotverschiebung von z = 0,02002 und die daraus errechnete Entfernung liegt zwischen 77 und 89 Megaparsec (zwischen 250 und 300 Millionen Lichtjahren). Vom Sonnensystem aus entfernt sich PGC 6 mit einer errechneten Radialgeschwindigkeit von zirka 6000 Kilometern pro Sekunde. Der vermutete Durchmesser der Galaxie wird auf ca. 42.000 Lichtjahre geschätzt.